# Bobr (1907)
Bobr (ros. Бобр) – rosyjska kanonierka typu Giliak zwodowana w 1907 roku. Służyła do 1925 roku kolejno w marynarkach wojennych: rosyjskiej, niemieckiej (jako Biber) i estońskiej (jako Lembit).

## Budowa i służba

### Rosja
Okręt budowany był w sankt-petersburskiej stoczni Newskiej. W czerwcu 1906 roku położono stępkę, zaś rok później, 12 czerwca 1907 odbyło się wodowanie. Okręt wszedł do służby we Flocie Bałtyckiej pod nazwą „Bobr” („Бобр” - pol. bóbr) w sierpniu 1908 roku.

### Niemcy
„Bobr” został zdobyty przez Niemców 9 kwietnia 1918 roku. Przechwycił go krążownik pomocniczy „Möwe” w okolicach fińskiego miasta Turku. Okręt wszedł do służby w maju 1918 roku pod nazwą „Biber” (będącą tłumaczeniem nazwy oryginalnej). W Kaiserliche Marine pełnił funkcję jednostki remontowej.

### Estonia
W wyniku podpisania zawieszenia broni, Niemcy zostały zobligowane do przekazania części zdobytych rosyjskich jednostek siłom estońskim. W przypadku „Bibera” miało to miejsce jeszcze w listopadzie. Wszedł on 20 grudnia do służby pod nazwą „Lembit”, jako pierwsza jednostka w Eesti merejõud. Brał czynny udział w wojnie o niepodległość Estonii – 6 stycznia przeprowadzał wspólnie z kanonierką „Laene” desant w okolicy miasta Loksa przy wsparciu niszczyciela „Lennuk”. Z części załogi „Lembita” i innych okrętów sformowano 5 marca 1919 roku Meeredessantpataljon (Morski Batalion Desantowy). Okręt pozostał w służbie do 1925 roku. Dwa lata później został zezłomowany.

## Opis konstrukcji
„Bobr” miał 66,5 metra długości i 10,9 szerokości. Jego wyporność wynosiła 1100 ton. Napęd stanowiły dwie maszyny parowe o łącznej mocy 800 km, zdolne rozpędzić okręt do 12 węzłów. Okręt przewoził 130 ton węgla. Uzbrojenie „Bobra” składało się z dwóch dział kalibru 120 mm i czterech dział kalibru 75 mm. Uzupełniały je trzy karabiny maszynowe i 40 min morskich. Na jednostce służyło 148 załogantów.